# サラトガオークス
サラトガオークス（Saratoga Oaks）は、アメリカ合衆国ニューヨーク州のサラトガ競馬場芝9.5ハロンで施行されている競馬平地競走である。

## 概要
2019年2月13日、ニューヨーク州競馬協会（NYRA）は3歳牡馬および牝馬を対象とした芝競走の三冠シリーズ創設を発表した。
このうち、3歳牝馬の三冠競走は、7月のベルモントオークスインビテーショナルステークス（芝10ハロン）、9月のジョッキークラブオークス（芝11ハロン）と合わせて「ターフティアラ」を形成し、本競走は第2戦にあたる。なお、各競走ともに賞金は各75万ドル（約8300万円）であるが、現時点で三冠全てを勝った場合のボーナスは設定されていない。
2020年12月18日、アメリカグレードステークス委員会（AGSC）は2021年の重賞並びに準重賞の格付けを発表し本競走はG3に、さらに2024年からはG2にそれぞれ昇格された。

## 歴代優勝馬
| 回数  | 施行日        | 優勝馬             | 性齢 | タイム  | 優勝騎手    | 管理調教師  |
| ----- | ------------- | ------------------ | ---- | ------- | ----------- | ----------- |
| 第1回 | 2019年8月2日  | Concrete Rose      | 牝3  | 1:55.34 | J.Leparoux  | G.Arnold II |
| 第2回 | 2020年8月16日 | Antoinette         | 牝3  | 1:53.30 | J.Velazquez | W.Mott      |
| 第3回 | 2021年8月8日  | Con Lima           | 牝3  | 1:54.43 | F.Prat      | T.Pletcher  |
| 第4回 | 2022年8月7日  | With The Moonlight | 牝3  | 1:54.60 | W.Buick     | C.Appleby   |
| 第5回 | 2023年8月4日  | Elusive Princess   | 牝3  | 1:57.08 | F.Prat      | J-P.Dubois  |
| 第6回 | 2024年8月2日  | Cinderella's Dream | 牝3  | 1:54.92 | W.Buick     | C.Appleby   |
| 第7回 | 2025年8月9日  | Laurelin           | 牝3  | 1:52.60 | K.Carmouche | H.G.Motion  |